# Ходырево (Вологодская область)
Ходырево — деревня в Шекснинском районе Вологодской области.
Входит в состав сельского поселения Любомировского, с точки зрения административно-территориального деления — в Любомировский сельсовет.
Расстояние по автодороге до районного центра Шексны — 34 км, до центра муниципального образования Любомирово — 6,2 км. Ближайшие населённые пункты — Павликово, Борятино, Нижняя Горка, Первино.
По переписи 2002 года население — 4 человека.